# Gamarra (Metro de Lima y Callao)
Gamarra es la decimoquinta estación de la Línea 1 del Metro de Lima y Callao. Está ubicada en la intersección de la avenida Aviación con el jirón Hipólito Unanue, en el distrito de La Victoria. La estación es de estructura elevada y se halla en un entorno predominantemente comercial. Es la estación más frecuentada de toda la línea, con una afluencia de 12,5 millones de pasajeros en 2022.

## Historia
En 2007, se anunció la construcción de la edificación para su inauguración en 2010. La estación fue inaugurada el 11 de julio de 2011, como parte de la extensión del tramo 1. Alrededor de la estación se emplaza el Emporio Comercial de Gamarra.

## Acceso
Originalmente solo tenía un acceso ubicado en el lado norte de la estación, pero debido a la gran afluencia de usuarios, se realizaron obras de ampliación de la estación y en 2019 se inauguró un nuevo acceso ubicado en el lado sur. Ambos accesos se ubican a nivel de calle. La estación posee dos niveles; en el primero se encuentra la zona de torniquetes y boletería además de acondicionamientos. En el segundo, las plataformas norte y sur, que están conectadas internamente por escaleras mecánicas y ascensores provenientes del primer nivel.